# زوران نيكوليتش
زوران نيكوليتش (1 أبريل 1996 بنيكشيتش في الجبل الأسود - ) هو لاعب كرة سلة مونتينيغري في مركز الوسط.

## وصلات خارجية
- زوران نيكوليتش على موقع الاتحاد الدولي لكرة السلة (الإنجليزية)
- زوران نيكوليتش على موقع الدوري الأوروبي لكرة السلة (الإنجليزية)
- زوران نيكوليتش على موقع الدوري الإسباني لكرة السلة (الإسبانية)
- زوران نيكوليتش على موقع كرة السلة الأوروبية.كوم (الإنجليزية)
- زوران نيكوليتش على موقع ريلجم (الإنجليزية)
- زوران نيكوليتش على موقع بروبوليرز (الإنجليزية)
- زوران نيكوليتش على موقع سبورتس رفرنس (الإنجليزية)